# Kolorierung (Musik)
Kolorierung bezeichnet in der Musiktheorie bestimmte Verzierungstechniken. Der Begriff ist der Technik des Kolorierens in den bildenden Künsten entlehnt.
- In der Mensuralnotation der Renaissancemusik bedeutet Kolorierung zumeist die Schwärzung der Notenköpfe, durch die Triolenbildung, Taktwechsel und Hemiolenbildung ermöglicht werden.
- Die Praxis des Verzierens bzw. Kolorierens des Cantus firmus gab den deutschen Orgelspielern des 16. Jahrhunderts den Beinamen Koloristen.
- Im Gesang wird die Verzierung der Gesangsstimme als Koloratur bezeichnet.